# Ле-Блеймар
Ле-Блейма́р (фр. Le Bleymard) — колишній муніципалітет у Франції, у регіоні Окситанія, департамент Лозер. Населення — 366 осіб (2011).
Муніципалітет був розташований на відстані близько 500 км на південь від Парижа, 100 км на північ від Монпельє, 19 км на схід від Манда.

## Історія
До 2015 року муніципалітет перебував у складі регіону Лангедок-Русійон. Від 1 січня 2016 року належав до нового об'єднаного регіону Окситанія.
1 січня 2017 року Ле-Блеймар, Баньоль-ле-Бен, Бельвезе, Шассрадес, Мас-д'Орсьєр i Сен-Жульєн-дю-Турнель було об'єднано в новий муніципалітет Мон-Лозер-е-Гуле.

## Демографія
Динаміка населення (Cassini ):
Розподіл населення за віком та статтю (2006):
| Стать | Всього | До 15 років | 15-24 | 25-44 | 45-64 | 65-85 | Понад 85 |
| --- | ------ | ----------- | ----- | ----- | ----- | ----- | -------- |
| Чоловіки | 161    | 28          | 16    | 45    | 36    | 32    | 4        |
| Жінки | 210    | 34          | 29    | 46    | 53    | 28    | 20       |
| \| Статево-вікова піраміда \| Статево-вікова піраміда \| Статево-вікова піраміда \| \| ----------------------- \| ----------------------- \| ----------------------- \| \| Чоловіки \| Вік \| Жінки \| \| 4 \| 85 + \| 20 \| \| 8 \| 80-84 \| 8 \| \| 8 \| 75-79 \| 4 \| \| 12 \| 70-74 \| 12 \| \| 4 \| 65-69 \| 4 \| \| 12 \| 60-64 \| 12 \| \| 8 \| 55-59 \| 12 \| \| 8 \| 50-54 \| 12 \| \| 8 \| 45-49 \| 17 \| \| 21 \| 40-44 \| 8 \| \| 12 \| 35-39 \| 17 \| \| 8 \| 30-34 \| 17 \| \| 4 \| 25-29 \| 4 \| \| 4 \| 20-24 \| 8 \| \| 12 \| 15-20 \| 21 \| \| 8 \| 10-14 \| 17 \| \| 8 \| 5-9 \| 17 \| \| 12 \| 0-4 \| 0 \| |        |             |       |       |       |       |          |
| Статево-вікова піраміда |        |             |       |       |       |       |          |
| Чоловіки | Вік    | Жінки       |       |       |       |       |          |
| 4 | 85 +   | 20          |       |       |       |       |          |
| 8 | 80-84  | 8           |       |       |       |       |          |
| 8 | 75-79  | 4           |       |       |       |       |          |
| 12 | 70-74  | 12          |       |       |       |       |          |
| 4 | 65-69  | 4           |       |       |       |       |          |
| 12 | 60-64  | 12          |       |       |       |       |          |
| 8 | 55-59  | 12          |       |       |       |       |          |
| 8 | 50-54  | 12          |       |       |       |       |          |
| 8 | 45-49  | 17          |       |       |       |       |          |
| 21 | 40-44  | 8           |       |       |       |       |          |
| 12 | 35-39  | 17          |       |       |       |       |          |
| 8 | 30-34  | 17          |       |       |       |       |          |
| 4 | 25-29  | 4           |       |       |       |       |          |
| 4 | 20-24  | 8           |       |       |       |       |          |
| 12 | 15-20  | 21          |       |       |       |       |          |
| 8 | 10-14  | 17          |       |       |       |       |          |
| 8 | 5-9    | 17          |       |       |       |       |          |
| 12 | 0-4    | 0           |       |       |       |       |          |

## Економіка
2010 року серед 204 осіб працездатного віку (15—64 років) 147 були активними, 57 — неактивними (показник активності 72,1%, у 1999 році було 68,4%). З 147 активних мешканців працювали 134 особи (71 чоловік та 63 жінки), безробітними було 13 (5 чоловіків та 8 жінок). Серед 57 неактивних 14 осіб було учнями чи студентами, 32 — пенсіонерами, 11 були неактивними з інших причин.

У 2010 році в муніципалітеті числилось 145 оподаткованих домогосподарств, у яких проживали 343,0 особи, медіана доходів виносила 17 235 євро на одного особоспоживача